# Lymnas ctesiphon
Lymnas ctesiphon är en fjärilsart som beskrevs av Felder 1865. Lymnas ctesiphon ingår i släktet Lymnas och familjen Riodinidae. Inga underarter finns listade i Catalogue of Life.